# Mossgyalidea
Mossgyalidea (Gyalidea scutellaris) är en lavart som först beskrevs av Bagl. & Carestia, och fick sitt nu gällande namn av Lettau. Mossgyalidea ingår i släktet Gyalidea och familjen Gomphillaceae.  Arten är reproducerande i Sverige. Inga underarter finns listade i Catalogue of Life.